# Giuseppe Sellitto
Giuseppe Sellitto nebo Sellitti (22. března 1700 Neapol – 23. srpna 1777) byl italský hudební skladatel a varhaník.

## Život
Giuseppe Sellitto byl převážně operní skladatel. S výjimkou krátkých pobytů v Bologni (1732), Benátkách (1733), Římě (1742 a 1746) a Florencii (1765) žil a tvořil v Neapoli. V roce 1760 byl jmenován varhaníkem v Papežské a královské bazilice sv. Jakuba (Pontificia reale basilica di San Giacomo degli Spagnoli), kde setrval až do své smrti v roce 1777.
Jeho mladší bratr Giacomo Sellitto (1701–1763) byl rovněž hudebním skladatelem.

## Jevištní díla
- Amor d'un'ombra e gelosia d'un'aura (commedia per musica, libreto Carlo de Palma, 1725 Neapol)
- La mogliere fedele (commedia per musica, libreto Bernardo Saddumene, 1730 Neapol)
- Oronte ovvero Il custode di se stesso (commedia per musica, libreto Bernardo Saddumene, 1730 Neapol)
- Ginevra (dramma per musica, libreto Antonio Salvi, 1733 Benátky)
- Nitocri (dramma per musica, libreto Apostolo Zeno, 1733 Benátky)
- Siface (dramma per musica, libreto Pietro Metastasio, 1734 Neapol)
- Franchezza delle donne (intermezzi, libreto Tommaso Mariani, 1734 Neapol)
- Il finto pazzo per amore (commedia per musica, libreto Tommaso Mariani, 1735 Neapol)
- Drusilla e Strabone (intermezzi, libreto Tommaso Mariani, 1735 Neapol)
- I due baroni (commedia per musica, libreto Gennarantonio Federico, 1736 Neapol)
- Farnace (dramma per musica, libreto Antonio Maria Lucchini, 1742 Řím)
- Sesostri re d'Egitto (dramma per musica, libreto Apostolo Zeno a Pietro Pariati, 1742 Řím)
- L'innocenti gelosie (commedia per musica, libreto Antonio Villani, 1744 Neapol)
- Orazio Curiazio (dramma per musica, 1746 Řím)
- Gl'inganni fortunati (commedia per musica, 1747 Neapol)
- L'amor comico (commedia per musica, libreto Antonio Palomba, 1750 Neapol)
- Donna Laura Pellecchia (commedia per musica, 1750 Neapol)
- Il cinese rimpatriato (divertimento scenico, 1753 Paříž)
- L'amore alla moda (commedia per musica, libreto Antonio Palomba, 1755 Neapol)
- Lo barone Senerchia (commedia per musica, 1757 Neapol)
- Gl'amori fortunati (farsetta in musica, 1765 Florencie)
- La Bertoldina (intermezzi giocosi, 1765 Benátky)